# Sprachbehinderung
Sprachbehinderung ist der Oberbegriff für eine Vielzahl von Störungen in den Bereichen:
- Spracherwerb (Sprachentwicklungsverzögerung)
- Fähigkeit, sprachliche Strukturen für die Kommunikation zu verwenden (Aphasie und Mutismus)
- Stimme
- Sprechen (Sprechstörung)
- Redefluss (Stottern, Poltern, Stammeln)

Im pädagogischen Bereich wird Sprachbehinderung als Bedarf an sonderpädagogischer Unterstützung im Förderschwerpunkt Sprache verstanden. Sprachbehinderte sind Menschen, die beeinträchtigt sind, ihre Muttersprache in Laut und/oder Schrift impressiv und/oder expressiv altersgerecht zu gebrauchen und dadurch in ihrer Persönlichkeits- und Sozialentwicklung sowie der Ausformung und Ausnutzung ihrer Lern- und Leistungsfähigkeit behindert werden.